# Кракопс, Марис
Марис Кракопс (латыш. Māris Krakops, 3 апреля 1978, Латвия) — латвийский шахматист, гроссмейстер (1998).
В 1994 году занял второе место на юношеском чемпионате мира по шахматам (до 16 лет) вслед за Петером Леко. Марис Кракопс выиграл чемпионат Латвии по шахматам в 1998 году. Три раза представлял команду Латвии на шахматных олимпиадах (1998, 2000, 2002) и на командном чемпионате Европы (1997, 1999, 2001). В 2001 году на командном чемпионате Европы по шахматам в Леоне занял второе место на третьей доске. Был победителем и призёром международных турниров с 1995 по 2002 года.
После 2003 года стал редко выступать в соревнованиях. По профессии Марис Кракопс является юристом.
В августе 2019 года Марис Кракопс стал президентом Латвийской шахматной федерации. В марте 2022 года Марис Кракопс ушел с поста президента Латвийской шахматной федерации, где проработал два с половиной года.

## Изменения рейтинга
| Графики недоступны из-за технических проблем. См. информацию на Фабрикаторе и на mediawiki.org. |